# استرجاع فني
الارتجاع الفني أو الاستحضار أو الاسترجاع أو الخطف خلفاً (بالإنجليزية: Flashback)‏ انقطاع التسلسل الزمني أو المكاني للقصة أو المسرحية أو الفيلم لاستحضار مشهد أو مشاهد ماضية، تلقي الضوء على موقف من المواقف أو تعلق عليه. وكانت هذه التقنية في الأصل مقصورة على السينما ومن ثم كانت دلالة التسمية فلاش باك إلا أن الكتاب وظفوها في الأدب المسرحي والشعر والأعمال الروائية وبخاصة الرواية البوليسية التي كثيراً ما تبدأ بنهاية الأحداث ثم تسترجع وقائع الجريمة شيئا فشيئا. وقد وظف هذه التقنية الكاتب الروائي نجيب محفوظ في روايته اللص والكلاب.